# Croce commemorativa della 8ª, 9ª e 10ª Armata
La croce commemorativa della 8ª, 9ª e 10ª Armata fu una medaglia non ufficiale realizzata per iniziativa privata, rivolta a tutti coloro che avessero militato nella 8ª, 9ª e 10ª Armata dell'esercito italiano durante la prima guerra mondiale.

## Insegne
- La  medaglia è costituita da una croce greca a braccia squadrate in argento che riporta:

sul versosulle braccia orizzontali due teste d'ariete rivolte verso l'esterno e su quelle verticali due scudi araldici; al centro vi è la scritta in rilievo "OTTAVA E DECIMA - ARMATE DI VITTORIO VENETO".
- Il  nastro è di colore blu, con un bordo rosso ed uno arancio, ed al centro una striscia tricolore.